# Daniel Danu
Daniel Danu (Bălți, 26 de agosto de 2002) es un futbolista moldavo que juega en la demarcación de delantero para el AFC Chindia Târgoviște de la Liga II.

## Selección nacional
Tras jugar en las categorías inferiores de la selección, finalmente hizo su debut con la selección de fútbol de Moldavia en un partido amistoso contra Gibraltar que finalizó con un resultado de empate a uno tras el gol de Victor Mudrac para Moldavia, y de Liam Walker para Gibraltar.

## Clubes
| Club                   | País     | Año       | Partidos | Goles |
| ---------------------- | -------- | --------- | -------- | ----- |
| FC Bălți               | Moldavia | 2018-2024 | 80       | 5     |
| AFC Chindia Târgoviște | Rumania  | 2024-     | 17       | 4     |